# Battlement Mesa

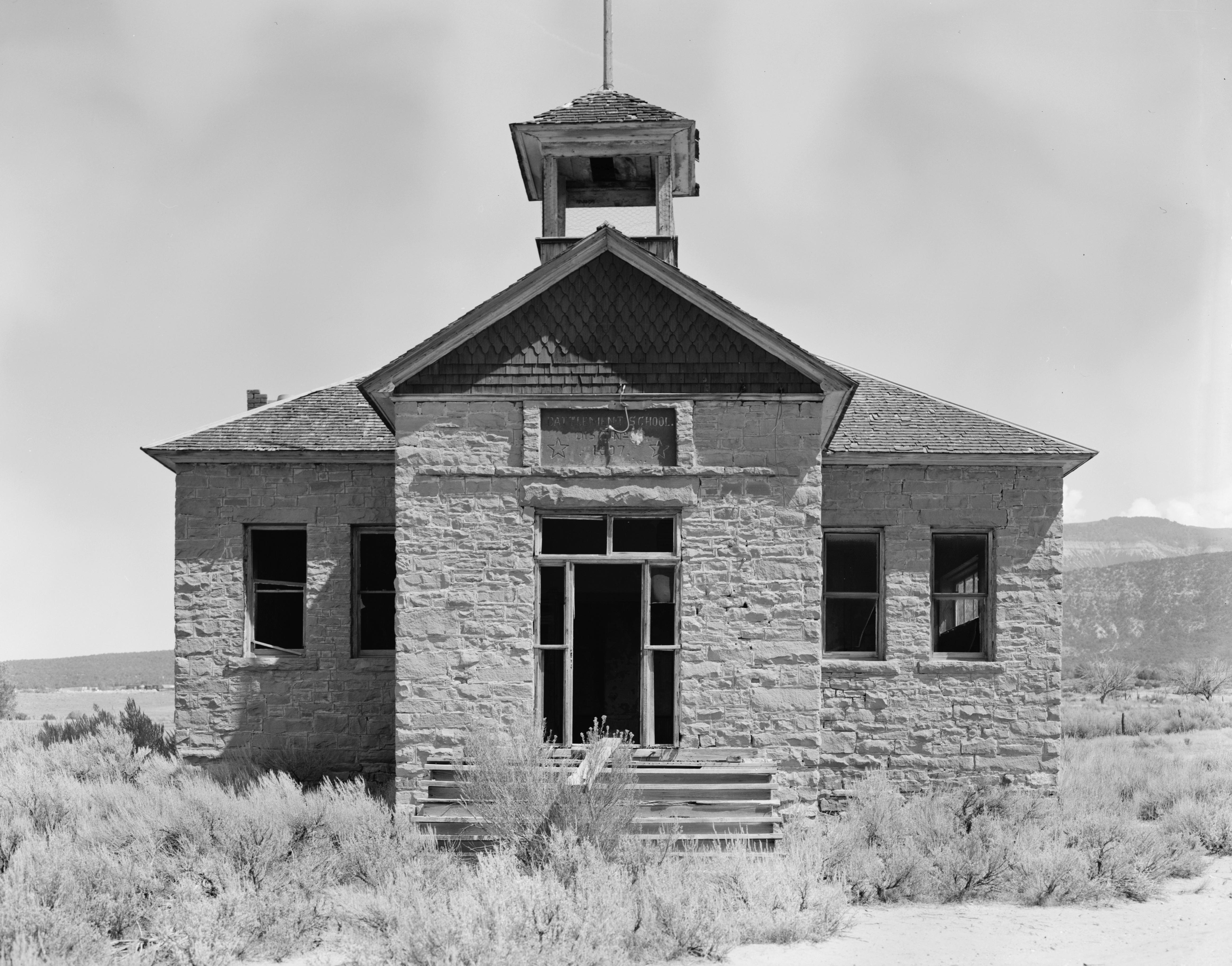
Het schoolgebouw van Battlement Mesa, uit 1897

Battlement Mesa is een plaats (census-designated place) in de Amerikaanse staat Colorado, en valt bestuurlijk gezien onder Garfield County.

## Demografie
Bij de volkstelling in 2000 werd het aantal inwoners vastgesteld op 3497.

## Geografie
Volgens het United States Census Bureau beslaat de plaats een oppervlakte van
21,6 km², waarvan 20,9 km² land en 0,7 km² water.

## Plaatsen in de nabije omgeving
De onderstaande figuur toont nabijgelegen plaatsen in een straal van 40 km rond Battlement Mesa.